# Necropoliscultuur
De necropoliscultuur of -periode (200 v.Chr.-200 n.Chr.) was een cultuurperiode in Peru van de Paracascultuur. Belangrijke restanten van deze cultuur zijn te vinden in Chauchilla, een archeologische site nabij Nazca. Er zijn verschillende graven met mummies blootgelegd. Grafrovers zijn de archeologen echter voor geweest.